# Grande Prêmio Ciclista a Marsellesa de 2021
A 42.ª edição da clássica ciclista Grande Prêmio Ciclista a Marsellesa foi uma corrida na França que se celebrou a 31 de janeiro de 2021 com início e final na cidade de Marselha sobre um percurso de 171 quilómetros.
A corrida fez parte do UCI Europe Tour de 2021, calendário ciclístico dos Circuitos Continentais da UCI dentro da categoria 1.1 e foi vencida pelo francês Aurélien Paret-Peintre do AG2R Citroën. Completaram o pódio, como segundo e terceiro classificado respectivamente, os também franceses Thomas Boudat do Arkéa Samsic e Bryan Coquard do B&B Hotels p/b KTM.

## Equipas participantes
Tomaram parte na corrida 17 equipas: 7 de categoria UCI WorldTeam, 8 de categoria UCI ProTeam e 2 de categoria Continental. Formaram assim um pelotão de 119 ciclistas dos que acabaram 110. As equipas participantes foram:
| Equipes WorldTeam (7)- AG2R Citroën Team - Cofidis - EF Education-Nippo - Groupama-FDJ - Intermarché-Wanty-Gobert Matériaux - Lotto Soudal - UAE Team Emirates Equipes ProTeam (8)- Delko - B&B Hotels p/b KTM - Bingoal-WB - Arkéa-Samsic - Total Direct Énergie - Sport Vlaanderen-Baloise - Equipo Kern Pharma - Caja Rural-Seguros RGA Equipes Continentais (2)- Saint Michel-Auber 93 - Xelliss-Roubaix Lille Métropole |
| |

## Classificação final
- As classificações finalizaram da seguinte forma:[3]

| \| Classificação geral \| Classificação geral \| Classificação geral \| Classificação geral \| Classificação geral \| \| Ciclista \| Ciclista \| Equipe \| Tempo \| \| \| ------------------- \| ---------------------- \| ---------------------------------- \| ------------------- \| ------------------- \| \| 1. \| Aurélien Paret-Peintre \| AG2R Citroën Team \| 4h24m29s \| \| \| 2. \| Thomas Boudat \| Arkéa-Samsic \| + 0s \| \| \| 3. \| Bryan Coquard \| B&B Hotels p/b KTM \| + 0s \| \| \| 4. \| Francisco Galván \| Equipo Kern Pharma \| + 0s \| \| \| 5. \| Arjen Livyns \| Bingoal-WB \| + 0s \| \| \| 6. \| Tim Wellens \| Lotto-Soudal \| + 0s \| \| \| 7. \| Matteo Trentin \| UAE Team Emirates \| + 0s \| \| \| 8. \| Lilian Calmejane \| AG2R Citroën Team \| + 0s \| \| \| 9. \| Julien El Fares \| EF Education-Nippo \| + 0s \| \| \| 10. \| Odd Christian Eiking \| Intermarché-Wanty-Gobert Matériaux \| + 0s \| \| |                        |                                    |          |
| |                        |                                    |          |
| Fonte: ProCyclingStats |                        |                                    |          |
| Classificação geral |                        |                                    |          |
| Ciclista | Ciclista               | Equipe                             | Tempo    |
| 1. | Aurélien Paret-Peintre | AG2R Citroën Team                  | 4h24m29s |
| 2. | Thomas Boudat          | Arkéa-Samsic                       | + 0s     |
| 3. | Bryan Coquard          | B&B Hotels p/b KTM                 | + 0s     |
| 4. | Francisco Galván       | Equipo Kern Pharma                 | + 0s     |
| 5. | Arjen Livyns           | Bingoal-WB                         | + 0s     |
| 6. | Tim Wellens            | Lotto-Soudal                       | + 0s     |
| 7. | Matteo Trentin         | UAE Team Emirates                  | + 0s     |
| 8. | Lilian Calmejane       | AG2R Citroën Team                  | + 0s     |
| 9. | Julien El Fares        | EF Education-Nippo                 | + 0s     |
| 10. | Odd Christian Eiking   | Intermarché-Wanty-Gobert Matériaux | + 0s     |

## Ciclistas participantes e posições finais
| AG2R Citroën Team ACT | AG2R Citroën Team ACT        | AG2R Citroën Team ACT |
| --------------------- | ---------------------------- | --------------------- |
| Num                   | Ciclista                     | Pos                   |
| 1                     | Tony Gallopin (FRA)          | 13.                   |
| 2                     | Lilian Calmejane (FRA)       | 8.                    |
| 3                     | François Bidard (FRA)        | HD                    |
| 4                     | Ben Gastauer (LUX)           | 30.                   |
| 5                     | Aurélien Paret-Peintre (FRA) | 1.                    |
| 6                     | Nicolas Prodhomme (FRA)      | 61.                   |
| 7                     | Julien Duval (FRA)           | 92.                   |

| Groupama-FDJ GFC | Groupama-FDJ GFC        | Groupama-FDJ GFC |
| ---------------- | ----------------------- | ---------------- |
| Num              | Ciclista                | Pos              |
| 11               | Alexys Brunel (FRA)     | 68.              |
| 12               | William Bonnet (FRA)    | 103.             |
| 13               | Fabian Lienhard (SUI)   | 88.              |
| 14               | Jake Stewart (GBR)      | 102.             |
| 15               | Romain Seigle (FRA)     | 85.              |
| 16               | Benjamin Thomas (FRA)   | 14.              |
| 17               | Lars van den Berg (NED) | 89.              |

| Cofidis COF | Cofidis COF              | Cofidis COF |
| ----------- | ------------------------ | ----------- |
| Num         | Ciclista                 | Pos         |
| 21          | Jesús Herrada (ESP)      | 16.         |
| 22          | Nicolas Edet (FRA)       | 78.         |
| 23          | Rubén Fernández (ESP)    | 22.         |
| 24          | Anthony Perez (FRA)      | 18.         |
| 25          | Rémy Rochas (FRA)        | 48.         |
| 26          | Christophe Laporte (FRA) | 34.         |
| 27          | Tom Bohli (SUI)          | 98.         |

| UAE Team Emirates UAD | UAE Team Emirates UAD        | UAE Team Emirates UAD |
| --------------------- | ---------------------------- | --------------------- |
| Num                   | Ciclista                     | Pos                   |
| 31                    | Matteo Trentin (ITA)         | 7.                    |
| 32                    | Vegard Stake Laengen (NOR)   | 64.                   |
| 33                    | Alessandro Covi (ITA)        | 27.                   |
| 34                    | Ryan Gibbons (RSA) (estrada) | 17.                   |
| 35                    | Rui Oliveira (POR)           | 39.                   |
| 36                    | Aleksandr Riabushenko (BLR)  | 80.                   |
| 37                    | Oliviero Troia (ITA)         | 106.                  |

| EF Education-Nippo EFN | EF Education-Nippo EFN    | EF Education-Nippo EFN |
| ---------------------- | ------------------------- | ---------------------- |
| Num                    | Ciclista                  | Pos                    |
| 41                     | Julien El Fares (FRA)     | 9.                     |
| 42                     | Stefan Bissegger (SUI)    | 59.                    |
| 43                     | Simon Carr (GBR)          | 24.                    |
| 44                     | Sebastian Langeveld (NED) | 84.                    |
| 45                     | Jonas Rutsch (GER)        | NP                     |
| 46                     | Tom Scully (NZL)          | 107.                   |
| 47                     | Julius van den Berg (NED) | 81.                    |

| Lotto-Soudal LTS | Lotto-Soudal LTS       | Lotto-Soudal LTS |
| ---------------- | ---------------------- | ---------------- |
| Num              | Ciclista               | Pos              |
| 51               | Philippe Gilbert (BEL) | 49.              |
| 52               | Tim Wellens (BEL)      | 6.               |
| 53               | John Degenkolb (GER)   | 35.              |
| 54               | Andreas Kron (DEN)     | 29.              |
| 55               | Stefano Oldani (ITA)   | 43.              |
| 56               | Gerben Thijssen (BEL)  | 104.             |
| 57               | Brent Van Moer (BEL)   | 51.              |

| Intermarché-Wanty-Gobert Matériaux IWG | Intermarché-Wanty-Gobert Matériaux IWG | Intermarché-Wanty-Gobert Matériaux IWG |
| -------------------------------------- | -------------------------------------- | -------------------------------------- |
| Num                                    | Ciclista                               | Pos                                    |
| 61                                     | Andrea Pasqualon (ITA)                 | 33.                                    |
| 62                                     | Tom Devriendt (BEL)                    | 90.                                    |
| 63                                     | Odd Christian Eiking (NOR)             | 10.                                    |
| 63                                     | Théo Delacroix (FRA)                   | 91.                                    |
| 64                                     | Jérémy Bellicaud (FRA)                 | 15.                                    |
| 66                                     | Rein Taaramäe (EST)                    | 21.                                    |
| 67                                     | Maurits Lammertink (NED)               | 56.                                    |

| Arkéa-Samsic ARK | Arkéa-Samsic ARK        | Arkéa-Samsic ARK |
| ---------------- | ----------------------- | ---------------- |
| Num              | Ciclista                | Pos              |
| 71               | Diego Rosa (ITA)        | 57.              |
| 72               | Amaury Capiot (BEL)     | 25.              |
| 73               | Thomas Boudat (FRA)     | 2.               |
| 74               | Łukasz Owsian (POL)     | 70.              |
| 75               | Kévin Ledanois (FRA)    | 42.              |
| 76               | Anthony Delaplace (FRA) | 23.              |
| 77               | Maxime Bouet (FRA)      | 11.              |

| Delko DKO | Delko DKO                 | Delko DKO |
| --------- | ------------------------- | --------- |
| Num       | Ciclista                  | Pos       |
| 81        | Alessandro Fedeli (ITA)   | 87.       |
| 82        | Mauro Finetto (ITA)       | 46.       |
| 83        | Evaldas Šiškevičius (LTU) | 101.      |
| 84        | August Jensen (NOR)       | 47.       |
| 85        | Mathias Le Turnier (FRA)  | DNF       |
| 86        | Julien Trarieux (FRA)     | 40.       |
| 87        | Lucas De Rossi (FRA)      | HD        |

| Total Direct Énergie TDE | Total Direct Énergie TDE   | Total Direct Énergie TDE |
| ------------------------ | -------------------------- | ------------------------ |
| Num                      | Ciclista                   | Pos                      |
| 91                       | Edvald Boasson Hagen (NOR) | 19.                      |
| 92                       | Fabien Grellier (FRA)      | DNF                      |
| 93                       | Pierre Latour (FRA)        | 63.                      |
| 94                       | Christopher Lawless (GBR)  | 108.                     |
| 95                       | Geoffrey Soupe (FRA)       | 93.                      |
| 96                       | Anthony Turgis (FRA)       | 12.                      |
| 97                       | Alexis Vuillermoz (FRA)    | 20.                      |

| B&B Hotels p/b KTM BBK | B&B Hotels p/b KTM BBK | B&B Hotels p/b KTM BBK |
| ---------------------- | ---------------------- | ---------------------- |
| Num                    | Ciclista               | Pos                    |
| 101                    | Jonathan Hivert (FRA)  | 28.                    |
| 102                    | Cyril Barthe (FRA)     | 26.                    |
| 103                    | Franck Bonnamour (FRA) | 31.                    |
| 104                    | Bryan Coquard (FRA)    | 3.                     |
| 105                    | Thibault Ferasse (FRA) | 62.                    |
| 106                    | Eliot Lietaer (BEL)    | 97.                    |
| 107                    | Quentin Pacher (FRA)   | 32.                    |

| Sport Vlaanderen-Baloise SVB | Sport Vlaanderen-Baloise SVB | Sport Vlaanderen-Baloise SVB |
| ---------------------------- | ---------------------------- | ---------------------------- |
| Num                          | Ciclista                     | Pos                          |
| 111                          | Kenneth Van Rooy (BEL)       | 38.                          |
| 112                          | Lindsay De Vylder (BEL)      | 53.                          |
| 113                          | Rune Herregodts (BEL)        | 52.                          |
| 114                          | Jens Reynders (BEL)          | 105.                         |
| 115                          | Fabio Van den Bossche (BEL)  | 37.                          |
| 116                          | Sasha Weemaes (BEL)          | HD                           |
| 117                          | Thimo Willems (BEL)          | 36.                          |

| Caja Rural-Seguros RGA CJR | Caja Rural-Seguros RGA CJR | Caja Rural-Seguros RGA CJR |
| -------------------------- | -------------------------- | -------------------------- |
| Num                        | Ciclista                   | Pos                        |
| 121                        | David González López (ESP) | 72.                        |
| 122                        | Julen Amézqueta (ESP)      | DNF                        |
| 123                        | Aritz Bagües (ESP)         | 58.                        |
| 124                        | Jon Barrenetxea (ESP)      | 69.                        |
| 125                        | Josu Etxeberria (ESP)      | 71.                        |
| 126                        | Sergio Martín (ESP)        | 73.                        |
| 127                        | Joel Nicolau (ESP)         | 44.                        |

| Equipo Kern Pharma EKP | Equipo Kern Pharma EKP   | Equipo Kern Pharma EKP |
| ---------------------- | ------------------------ | ---------------------- |
| Num                    | Ciclista                 | Pos                    |
| 131                    | Martí Márquez (ESP)      | 77.                    |
| 132                    | Francisco Galván (ESP)   | 4.                     |
| 133                    | Jordi López (ESP)        | 41.                    |
| 134                    | Ibon Ruiz (ESP)          | 79.                    |
| 135                    | Danny van der Tuuk (NED) | 83.                    |
| 136                    | Vojtěch Řepa (CZE)       | 55.                    |
| 137                    | Raúl García Pierna (ESP) | 45.                    |

| Bingoal-WB BWB | Bingoal-WB BWB           | Bingoal-WB BWB |
| -------------- | ------------------------ | -------------- |
| Num            | Ciclista                 | Pos            |
| 141            | Arjen Livyns (BEL)       | 5.             |
| 142            | Mathijs Paasschens (NED) | 65.            |
| 143            | Milan Menten (BEL)       | 50.            |
| 144            | Kenny Molly (BEL)        | 60.            |
| 145            | Laurens Huys (BEL)       | 96.            |
| 146            | Dimitri Peyskens (BEL)   | 99.            |
| 147            | Luc Wirtgen (LUX)        | 100.           |

| Xelliss-Roubaix Lille Métropole XRL | Xelliss-Roubaix Lille Métropole XRL | Xelliss-Roubaix Lille Métropole XRL |
| ----------------------------------- | ----------------------------------- | ----------------------------------- |
| Num                                 | Ciclista                            | Pos                                 |
| 151                                 | Julien Antomarchi (FRA)             | 94.                                 |
| 152                                 | Ivan Centrone (LUX)                 | 74.                                 |
| 153                                 | Mathias De Witte (BEL)              | DNF                                 |
| 154                                 | Dylan Kowalski (FRA)                | 95.                                 |
| 155                                 | Jordan Levasseur (FRA)              | 110.                                |
| 156                                 | Jérémy Leveau (FRA)                 | 75.                                 |
| 157                                 | Maxime Urruty (FRA)                 | 76.                                 |

| Saint Michel-Auber 93 AUB | Saint Michel-Auber 93 AUB | Saint Michel-Auber 93 AUB |
| ------------------------- | ------------------------- | ------------------------- |
| Num                       | Ciclista                  | Pos                       |
| 161                       | Tony Hurel (FRA)          | HD                        |
| 162                       | Baptiste Bleier (FRA)     | 86.                       |
| 163                       | Adrien Guillonnet (FRA)   | 82.                       |
| 164                       | Louis Louvet (FRA)        | 67.                       |
| 165                       | Flavien Maurelet (FRA)    | 54.                       |
| 166                       | Yoann Paillot (FRA)       | 66.                       |
| 167                       | Morne van Niekerk (RSA)   | 109.                      |

| AG2R Citroën Team ACT | AG2R Citroën Team ACT        | AG2R Citroën Team ACT |
| --------------------- | ---------------------------- | --------------------- |
| Num                   | Ciclista                     | Pos                   |
| 1                     | Tony Gallopin (FRA)          | 13.                   |
| 2                     | Lilian Calmejane (FRA)       | 8.                    |
| 3                     | François Bidard (FRA)        | HD                    |
| 4                     | Ben Gastauer (LUX)           | 30.                   |
| 5                     | Aurélien Paret-Peintre (FRA) | 1.                    |
| 6                     | Nicolas Prodhomme (FRA)      | 61.                   |
| 7                     | Julien Duval (FRA)           | 92.                   |

| Groupama-FDJ GFC | Groupama-FDJ GFC        | Groupama-FDJ GFC |
| ---------------- | ----------------------- | ---------------- |
| Num              | Ciclista                | Pos              |
| 11               | Alexys Brunel (FRA)     | 68.              |
| 12               | William Bonnet (FRA)    | 103.             |
| 13               | Fabian Lienhard (SUI)   | 88.              |
| 14               | Jake Stewart (GBR)      | 102.             |
| 15               | Romain Seigle (FRA)     | 85.              |
| 16               | Benjamin Thomas (FRA)   | 14.              |
| 17               | Lars van den Berg (NED) | 89.              |

| Cofidis COF | Cofidis COF              | Cofidis COF |
| ----------- | ------------------------ | ----------- |
| Num         | Ciclista                 | Pos         |
| 21          | Jesús Herrada (ESP)      | 16.         |
| 22          | Nicolas Edet (FRA)       | 78.         |
| 23          | Rubén Fernández (ESP)    | 22.         |
| 24          | Anthony Perez (FRA)      | 18.         |
| 25          | Rémy Rochas (FRA)        | 48.         |
| 26          | Christophe Laporte (FRA) | 34.         |
| 27          | Tom Bohli (SUI)          | 98.         |

| UAE Team Emirates UAD | UAE Team Emirates UAD        | UAE Team Emirates UAD |
| --------------------- | ---------------------------- | --------------------- |
| Num                   | Ciclista                     | Pos                   |
| 31                    | Matteo Trentin (ITA)         | 7.                    |
| 32                    | Vegard Stake Laengen (NOR)   | 64.                   |
| 33                    | Alessandro Covi (ITA)        | 27.                   |
| 34                    | Ryan Gibbons (RSA) (estrada) | 17.                   |
| 35                    | Rui Oliveira (POR)           | 39.                   |
| 36                    | Aleksandr Riabushenko (BLR)  | 80.                   |
| 37                    | Oliviero Troia (ITA)         | 106.                  |

| EF Education-Nippo EFN | EF Education-Nippo EFN    | EF Education-Nippo EFN |
| ---------------------- | ------------------------- | ---------------------- |
| Num                    | Ciclista                  | Pos                    |
| 41                     | Julien El Fares (FRA)     | 9.                     |
| 42                     | Stefan Bissegger (SUI)    | 59.                    |
| 43                     | Simon Carr (GBR)          | 24.                    |
| 44                     | Sebastian Langeveld (NED) | 84.                    |
| 45                     | Jonas Rutsch (GER)        | NP                     |
| 46                     | Tom Scully (NZL)          | 107.                   |
| 47                     | Julius van den Berg (NED) | 81.                    |

| Lotto-Soudal LTS | Lotto-Soudal LTS       | Lotto-Soudal LTS |
| ---------------- | ---------------------- | ---------------- |
| Num              | Ciclista               | Pos              |
| 51               | Philippe Gilbert (BEL) | 49.              |
| 52               | Tim Wellens (BEL)      | 6.               |
| 53               | John Degenkolb (GER)   | 35.              |
| 54               | Andreas Kron (DEN)     | 29.              |
| 55               | Stefano Oldani (ITA)   | 43.              |
| 56               | Gerben Thijssen (BEL)  | 104.             |
| 57               | Brent Van Moer (BEL)   | 51.              |

| Intermarché-Wanty-Gobert Matériaux IWG | Intermarché-Wanty-Gobert Matériaux IWG | Intermarché-Wanty-Gobert Matériaux IWG |
| -------------------------------------- | -------------------------------------- | -------------------------------------- |
| Num                                    | Ciclista                               | Pos                                    |
| 61                                     | Andrea Pasqualon (ITA)                 | 33.                                    |
| 62                                     | Tom Devriendt (BEL)                    | 90.                                    |
| 63                                     | Odd Christian Eiking (NOR)             | 10.                                    |
| 63                                     | Théo Delacroix (FRA)                   | 91.                                    |
| 64                                     | Jérémy Bellicaud (FRA)                 | 15.                                    |
| 66                                     | Rein Taaramäe (EST)                    | 21.                                    |
| 67                                     | Maurits Lammertink (NED)               | 56.                                    |

| Arkéa-Samsic ARK | Arkéa-Samsic ARK        | Arkéa-Samsic ARK |
| ---------------- | ----------------------- | ---------------- |
| Num              | Ciclista                | Pos              |
| 71               | Diego Rosa (ITA)        | 57.              |
| 72               | Amaury Capiot (BEL)     | 25.              |
| 73               | Thomas Boudat (FRA)     | 2.               |
| 74               | Łukasz Owsian (POL)     | 70.              |
| 75               | Kévin Ledanois (FRA)    | 42.              |
| 76               | Anthony Delaplace (FRA) | 23.              |
| 77               | Maxime Bouet (FRA)      | 11.              |

| Delko DKO | Delko DKO                 | Delko DKO |
| --------- | ------------------------- | --------- |
| Num       | Ciclista                  | Pos       |
| 81        | Alessandro Fedeli (ITA)   | 87.       |
| 82        | Mauro Finetto (ITA)       | 46.       |
| 83        | Evaldas Šiškevičius (LTU) | 101.      |
| 84        | August Jensen (NOR)       | 47.       |
| 85        | Mathias Le Turnier (FRA)  | DNF       |
| 86        | Julien Trarieux (FRA)     | 40.       |
| 87        | Lucas De Rossi (FRA)      | HD        |

| Total Direct Énergie TDE | Total Direct Énergie TDE   | Total Direct Énergie TDE |
| ------------------------ | -------------------------- | ------------------------ |
| Num                      | Ciclista                   | Pos                      |
| 91                       | Edvald Boasson Hagen (NOR) | 19.                      |
| 92                       | Fabien Grellier (FRA)      | DNF                      |
| 93                       | Pierre Latour (FRA)        | 63.                      |
| 94                       | Christopher Lawless (GBR)  | 108.                     |
| 95                       | Geoffrey Soupe (FRA)       | 93.                      |
| 96                       | Anthony Turgis (FRA)       | 12.                      |
| 97                       | Alexis Vuillermoz (FRA)    | 20.                      |

| B&B Hotels p/b KTM BBK | B&B Hotels p/b KTM BBK | B&B Hotels p/b KTM BBK |
| ---------------------- | ---------------------- | ---------------------- |
| Num                    | Ciclista               | Pos                    |
| 101                    | Jonathan Hivert (FRA)  | 28.                    |
| 102                    | Cyril Barthe (FRA)     | 26.                    |
| 103                    | Franck Bonnamour (FRA) | 31.                    |
| 104                    | Bryan Coquard (FRA)    | 3.                     |
| 105                    | Thibault Ferasse (FRA) | 62.                    |
| 106                    | Eliot Lietaer (BEL)    | 97.                    |
| 107                    | Quentin Pacher (FRA)   | 32.                    |

| Sport Vlaanderen-Baloise SVB | Sport Vlaanderen-Baloise SVB | Sport Vlaanderen-Baloise SVB |
| ---------------------------- | ---------------------------- | ---------------------------- |
| Num                          | Ciclista                     | Pos                          |
| 111                          | Kenneth Van Rooy (BEL)       | 38.                          |
| 112                          | Lindsay De Vylder (BEL)      | 53.                          |
| 113                          | Rune Herregodts (BEL)        | 52.                          |
| 114                          | Jens Reynders (BEL)          | 105.                         |
| 115                          | Fabio Van den Bossche (BEL)  | 37.                          |
| 116                          | Sasha Weemaes (BEL)          | HD                           |
| 117                          | Thimo Willems (BEL)          | 36.                          |

| Caja Rural-Seguros RGA CJR | Caja Rural-Seguros RGA CJR | Caja Rural-Seguros RGA CJR |
| -------------------------- | -------------------------- | -------------------------- |
| Num                        | Ciclista                   | Pos                        |
| 121                        | David González López (ESP) | 72.                        |
| 122                        | Julen Amézqueta (ESP)      | DNF                        |
| 123                        | Aritz Bagües (ESP)         | 58.                        |
| 124                        | Jon Barrenetxea (ESP)      | 69.                        |
| 125                        | Josu Etxeberria (ESP)      | 71.                        |
| 126                        | Sergio Martín (ESP)        | 73.                        |
| 127                        | Joel Nicolau (ESP)         | 44.                        |

| Equipo Kern Pharma EKP | Equipo Kern Pharma EKP   | Equipo Kern Pharma EKP |
| ---------------------- | ------------------------ | ---------------------- |
| Num                    | Ciclista                 | Pos                    |
| 131                    | Martí Márquez (ESP)      | 77.                    |
| 132                    | Francisco Galván (ESP)   | 4.                     |
| 133                    | Jordi López (ESP)        | 41.                    |
| 134                    | Ibon Ruiz (ESP)          | 79.                    |
| 135                    | Danny van der Tuuk (NED) | 83.                    |
| 136                    | Vojtěch Řepa (CZE)       | 55.                    |
| 137                    | Raúl García Pierna (ESP) | 45.                    |

| Bingoal-WB BWB | Bingoal-WB BWB           | Bingoal-WB BWB |
| -------------- | ------------------------ | -------------- |
| Num            | Ciclista                 | Pos            |
| 141            | Arjen Livyns (BEL)       | 5.             |
| 142            | Mathijs Paasschens (NED) | 65.            |
| 143            | Milan Menten (BEL)       | 50.            |
| 144            | Kenny Molly (BEL)        | 60.            |
| 145            | Laurens Huys (BEL)       | 96.            |
| 146            | Dimitri Peyskens (BEL)   | 99.            |
| 147            | Luc Wirtgen (LUX)        | 100.           |

| Xelliss-Roubaix Lille Métropole XRL | Xelliss-Roubaix Lille Métropole XRL | Xelliss-Roubaix Lille Métropole XRL |
| ----------------------------------- | ----------------------------------- | ----------------------------------- |
| Num                                 | Ciclista                            | Pos                                 |
| 151                                 | Julien Antomarchi (FRA)             | 94.                                 |
| 152                                 | Ivan Centrone (LUX)                 | 74.                                 |
| 153                                 | Mathias De Witte (BEL)              | DNF                                 |
| 154                                 | Dylan Kowalski (FRA)                | 95.                                 |
| 155                                 | Jordan Levasseur (FRA)              | 110.                                |
| 156                                 | Jérémy Leveau (FRA)                 | 75.                                 |
| 157                                 | Maxime Urruty (FRA)                 | 76.                                 |

| Saint Michel-Auber 93 AUB | Saint Michel-Auber 93 AUB | Saint Michel-Auber 93 AUB |
| ------------------------- | ------------------------- | ------------------------- |
| Num                       | Ciclista                  | Pos                       |
| 161                       | Tony Hurel (FRA)          | HD                        |
| 162                       | Baptiste Bleier (FRA)     | 86.                       |
| 163                       | Adrien Guillonnet (FRA)   | 82.                       |
| 164                       | Louis Louvet (FRA)        | 67.                       |
| 165                       | Flavien Maurelet (FRA)    | 54.                       |
| 166                       | Yoann Paillot (FRA)       | 66.                       |
| 167                       | Morne van Niekerk (RSA)   | 109.                      |

Convenções:
- AB-N: Abandono na etapa "N"
- FLT-N: Retiro por chegada fora do limite de tempo na etapa "N"
- NTS-N: Não tomou a saída para a etapa "N"
- DES-N: Desclassificado ou expulsado na etapa "N"

## UCI World Ranking
O Grande Prêmio Ciclista a Marsellesa outorgou pontos para o UCI World Ranking para corredores das equipas nas categorias UCI WorldTeam, UCI ProTeam e Continental. As seguintes tabelas mostram o barómetro de pontuação e os 10 corredores que obtiveram mais pontos:
| Posição   | 1.º | 2.º | 3.º | 4.º | 5.º | 6.º | 7.º | 8.º | 9.º | 10.º | 11.º | 12.º | 13.º-15.º | 16.º-25.º |
| Pontuação | 125 | 85  | 70  | 60  | 50  | 40  | 35  | 30  | 25  | 20   | 15   | 10   | 5         | 3         |

| Classificação |                        |                                    |        |
| Posição       | Ciclista               | Equipa                             | Pontos |
| ------------- | ---------------------- | ---------------------------------- | ------ |
| 1.º           | Aurélien Paret-Peintre | AG2R Citroën                       | 125    |
| 2.º           | Thomas Boudat          | Arkéa Samsic                       | 85     |
| 3.º           | Bryan Coquard          | B&B Hotels p/b KTM                 | 70     |
| 4.º           | Francisco Galván       | Kern Pharma                        | 60     |
| 5.º           | Arjen Livyns           | Bingoal-WB                         | 50     |
| 6.º           | Tim Wellens            | Lotto Soudal                       | 40     |
| 7.º           | Matteo Trentin         | UAE Emirates                       | 35     |
| 8.º           | Lilian Calmejane       | AG2R Citroën                       | 30     |
| 9.º           | Julien El Fares        | EF Education-NIPPO                 | 25     |
| 10.º          | Odd Christian Eiking   | Intermarché-Wanty-Gobert Matériaux | 20     |